# Cervona Liudmîlivka, Velîka Oleksandrivka
Cervona Liudmîlivka (în ucraineană Червона Людмилівка) este un sat în comuna Nova Kaluha din raionul Velîka Oleksandrivka, regiunea Herson, Ucraina.

## Demografie
Componența lingvistică a localității Cervona Liudmîlivka
     Ucraineană (96,13%)
     Rusă (3,23%)
     Alte limbi (0,65%)
Conform recensământului din 2001, majoritatea populației localității Cervona Liudmîlivka era vorbitoare de ucraineană (96,13%), existând în minoritate și vorbitori de rusă (3,23%).